# A Million Ways to Die in the West
A Million Ways to Die in the West er en amerikansk western-komediefilm fra 2014 instrueret af Seth MacFarlane, der skrev manuskriptet med Alec Sulkin og Wellesley Wild. Filmen indeholder et cast bestående af bl.a. MacFarlane, Charlize Theron, Amanda Seyfried, Neil Patrick Harris, Giovanni Ribisi, Sarah Silverman og Liam Neeson. Filmen følger en fej cowboy i det vilde vesten, der vinder mod ved hjælp fra en kvindelig skytte og skal bruge sine nyvundne færdigheder i en konfrontation mod hendes skurkagtige fredløse mand.
Skabelsen af A Million Ways to Die in the West begyndte, mens MacFarlane og medforfatterne Sulkin og Wild så westernfilm under tilvejeblivelsen af Ted. Casting af skuespillere blev gjort mellem december 2012 og marts 2013. Optagelserne begyndte den 6. maj 2013 forskellige steder i New Mexico, herunder Albuquerque og Santa Fe, og den sluttede den 9. august samme år. Joel McNeely komponerede musikken.
Filmen blev udgivet den 30. maj 2014 i USA ( 5. juni 2014) og distribueret verden over af Universal Pictures. Filmen modtog alt fra blandede til negative anmeldelser fra anmelderne, med kritik rettet mod filmens længde og MacFarlanes præstation. Filmen var nummer tre i box office i løbet af sin åbningsweekend og indbragte over $87 millioner på verdensplan mod et budget på $40 millioner. Den blev udgivet på DVD og Blu-ray den 7. oktober 2014 og tjente mere end $15 millioner i salg af home media.

## Plot
I 1882 i byen Old Stump, Arizona, har den frygtsomme fårebonde Albert Stark (Seth MacFarlane) brudt med sin kæreste Louise (Amanda Seyfried), fordi han ikke vil være med i en skudduel. Han forbereder sig på at migrere til San Francisco, da han ikke tror der er mere i det vilde vesten for ham. I mellemtiden røver og dræber den berygtede fredløse Clinch Leatherwood (Liam Neeson) en gammel jordbesidder (Matt Clark) for en guldklump. Han beordrer så sin højre hånd, Lewis (Evan Jones) til at eskortere hans kone Anna (Charlize Theron) til Old Stump for at holde lav profil, mens han fortsætter sin hærgen.
Lewis og Anna ankommer til Old Stump under forklædning af to søskende, der har til hensigt at bygge en gård, men Lewis bliver anholdt efter at have skudt pastorens (John Aylward) søn i en salon. Under slagsmålet redder Albert Anna fra at blive banket af to gæster i salonen og de bliver gode venner. De følges til et landsbymarked, hvor Louises nye kæreste, den arrogante Foy (Neil Patrick Harris), udfordrer Albert til en skudkonkurrence. Albert taber, men Anna træder til og besejrer Foy. Foy ydmyger offentligt Albert, der spontant udfordrer Foy til en duel om en uges tid for at vinde Louise tilbage. Anna bruger derefter ugen på at lære Albert at skyde.
Til et halbal aftenen før duellen forgifter Anna Foy. På vej hjem fra ballet, kysser Albert og Anna. Som Lewis bryder ud af fængslet og myrder sheriffen, ser han kysset mellem Anna og Albert og fortæller det til Clinch. På duelens dag kommer Foy for sent og får kramper på grund af det afføringsmiddel, han ubevidst drak til ballet. Albert, der har besluttet, at Louise ikke er værd at kæmpe for, taber igen duellen. Han trækker sig tilbage til salonen, men Clinch ankommer og kræver at vide, hvem der kyssede hans kone. Han afslører, at Anna er hans kone og truer med at dræbe flere mennesker, medmindre hans kones elsker duellerer ham ved middagstid næste dag. Senere konfronterer Clinch Anna ved at kræve, at hun afslører Alberts navn. Inden han forsøger at have sex med hende, slår hun ham bevidstløs med en sten og flygter.
Anna vender tilbage til Alberts gård for at advare ham om Clinch, men Albert beskylder hende i stedet for at have løjet for ham. Clinch følger efter Anna hen til gården; Albert hjælper hende med at flygte og flygter derefter selv. Mens han flygter, bliver han taget til fange af en stamme Apache-indianere, der truer med at brænde ham levende. Indianerne skåner ham, da han afslører, at han kan tale deres sprog. De giver ham et bryg af peyote, som i flashbacks sender ham tilbage til sin egen fødsel og igennem smertefulde begivenheder i hans barndom, før det får ham til at indse, at han elsker Anna.
Imens fanger Clinch Anna inde i byen. Albert vender tilbage til Old Stump og udfordrer Clinch til en duel. Han sårer Clinch med en kugle forgiftet med klapperslangegift, før hans egen pistol bliver skudt ud af hans hånd, men det lykkes ham at blive stående, indtil Clinch dør af giften. Louise forsøger at vinde Albert tilbage, men han afviser hende og finder i stedet sammen med Anna, der bliver hans kone. Albert modtager også en dusør for at have dræbt Clinch og bruger pengene til at købe får.
I rulleteksterne spørger ejeren af et racistisk skydespil kaldet "Runaway Slave" på landsbymarkedet, hvem der vil give spillet et forsøg. Django (Jamie Foxx) træder frem og skyder manden med kommentaren, "folk dør på landsbymarkedet".

## Cast
- Seth MacFarlane som Albert Stark, en bangebukset, men godhjertet fårehyrde.
  - Mike Salazar som 6-årig Albert.
- Charlize Theron som Anna Barnes-Leatherwood,[1] Clinch Leatherwoods rebelske kone, der bliver venner med Albert.
- Amanda Seyfried som Louise,[2] Alberts utaknemmelig ekskæreste.
- Liam Neeson som Clinch Leatherwood,[3] en berygtet fredløs, Annas voldelige ægtemand og Alberts ærkerival
- Giovanni Ribisi som Edward,[3] Alberts bedste ven og Ruths kæreste.
- Neil Patrick Harris som Foy,[4] en velhavende, snobbet Old Stump-beboer og Louises nye kæreste.
- Sarah Silverman som Ruth, Edwards kæreste og prostituteret.
- Christopher Hagen som George Stark, Alberts voldelige far
- Wes Studi som Chief Cochise, høvding over Apache-indianerne.[5]
- Rex Linn som Sheriff/Fortæller.[2]
- Alex Borstein som Millie, en madame på det lokale bordel hvor Ruth arbejder.
- Ralph Garman som Dan.
- John Aylward som Pastor Wilson.
- Amick Byram som Marcus Thornton.
- Evan Jones som Lewis, skupelløs, voldelig fredløs og Clinch Leatherwoods højre hånd.
- Dylan Kenin som pastorens søn, som dræbes af Lewis i salonen.
- Matt Clark som den gamle jordbesidder, et uheldigt offer for Clinchs bande.

### Cameos
- Jamie Foxx, (ukrediteret) som Django Freeman,[6] som skyder ejeren af "Runaway Slave"-boden. Scenen blev tilføjet efter testpublikummet havde reageret dårlig på at skydespillets skydeskiver var sorte slaver.
- Ryan Reynolds (ukrediteret) en cowboy der skydes i salonen.
- Tait Fletcher som Cowboy #1[7]
- Gilbert Gottfried som Abraham Lincoln,[8] ses under Alberts rus af indianernes bryg.
- Mike Henry som en smilende mand i et fotografi.
- Dennis Haskins som slangeoliesælgeren.
- John Michael Higgins som Dandy #1
- Christopher Lloyd som Doc Brown,[9] Albert støder ind i Doc, der arbejder på DeLorean-tidsmaskinen.
- Bill Maher som komiker [10]
- Ewan McGregor som cowboy der griner af Albert ved landsbymarkedet.
- Alec Sulkin som mand ved landsbymarkedet.
- Rupert Boneham som mand i slåskamp i salonen.
- Kaley Cuoco (ukrediteret, kun i den unrated version) som en kvinde Albert bager på en butik.
- Patrick Stewart (ukrediteret stemme) som en langbenet fårehyrde i Alberts rus.
- Mae Whitman som prostituteret.
- Jackamoe Buzzell som En Anden Cowboy.

## Produktion

### Udvikling
A Million Ways to Die in the West opstod som en insider-joke mellem MacFarlane og medforfattererne Sulkin og Wild,  mens de så Hang 'Em High.  Vittigheden udviklede sig til at "joke om, hvor kedeligt, deprimerende og farligt det må have været at leve i det vilde vesten."  MacFarlane, en livslang fan af westernfilm, begyndte at undersøge emnet ved hjælp af Jeff Guinns faglitterære roman, The Last Gunfight: The Real Story of Shootout at OK Corral - And How It Changed the American West som en "uvurderlig ressource" og grundlag for mange af måderne at dø i filmen.  Forskellige aspekter af filmen blev inspireret af westernfilm. Beslutningen om at Albert skulle være fårehyrder blev inspireret af Montana (1950) og hans gennemsnitlige, konfliktskyende adfærd er fra 3:10 til Yuma (1957). Andre westerns, der inspirerede MacFarlane og forfatterholdet i processen, var bl.a. Oklahoma! (1955), The Man Who Shot Liberty Valance (1962) og El Dorado (1966). Filmen blev først annonceret den 3. december 2012, hvilket markerer MacFarlanes andet bidrag til i live-action, efter Ted i 2012.  Tippett Studio blev ansat til at arbejde med filmens visuelle effekter.

### Støbning
Den 30. januar 2013 blev det annonceret, at Charlize Theron havde sluttet sig til filmen.  Theron afslørede senere, at hun "tiggede" om sin rolle, da hun gerne ville have muligheden for at arbejde i komediegenren.  Den 11. februar blev det annonceret, at Amanda Seyfried var med i filmen.  Den 6. marts blev det meddelt, at Liam Neeson og Giovanni Ribisi havde sluttet sig til filmen.  Neeson, der næsten altid undertrykker sin irske accent når han spiller skuespil, sagde ja til rollen som Clinch på betingelsen, at han kunne give sin irske accent fuld skrue. I et interview hos The Tonight Show med Jimmy Fallon fortalte Neeson, at han stillede dette krav, fordi et afsnit af MacFarlanes Family Guy tidligere havde haft en joke kørende om Neeson, der spillede en cowboy med en irsk accent.  Den 18. marts blev det annonceret, at Sarah Silverman blev castet til at spille en prostitueret i filmen.  Den 10. maj blev det annonceret, at filmen ville blive medfinansieret af Media Rights Capital og Fuzzy Door Productions sammen med Bluegrass Films og distribueret af Universal Studios.  Den 11. maj 2013 blev det annonceret, at Neil Patrick Harris havde sluttet sig til filmen.  Den 29. maj 2013 meddelte MacFarlane, at Bill Maher havde tilsluttet sig rollelisten. Den 21. februar 2014 meddelte han, at Gilbert Gottfried også havde tilsluttet sig rollelisten.

### Optagelser
De indledende optagelser begyndte den 6. maj 2013.   Locations omfattede forskellige områder i og omkring Albuquerque, New Mexico,  inklusive Santa Fe Studio i Santa Fe.  Optagelserne sluttede den 9. august 2013.  Indspillingerne var vanskelige, fordi rollebesætningen og personalet skulle navigerede i hårdt vejr: "alt fra haglbyger til gloende varme til arktiske vinde og voldsomme regnbyger." 

## Soundtrack
Musikken blev komponeret af Joel McNeely. Soundtracket blev udgivet af Back Lot Music den 27. maj 2014.  Temasangen "A Million Ways to Die" fremføres af Alan Jackson. Den blev udgivet som single den 29. april 2014.  En del af Back to the Future-temaet af Alan Silvestri bruges under Christopher Lloyds cameo. Ved slutningen af filmen bruges omkvædet fra "Tarzan Boy" af Baltimora som en fiktiv "muslimsk dødssang". 
Track listing
All musik komponeret af Joel McNeely, bortset det noterede.
| Nr.           | Titel                                                                                    | Længde |
| ------------- | ---------------------------------------------------------------------------------------- | ------ |
| 1.            | "A Million Ways to Die" (fremført af Alan Jackson)                                       | 2:27   |
| 2.            | "Main Title"                                                                             | 2:33   |
| 3.            | "Missing Louise"                                                                         | 2:08   |
| 4.            | "Old Stump"                                                                              | 0:45   |
| 5.            | "Saloon Brawl"                                                                           | 1:50   |
| 6.            | "Rattlesnake Ridge"                                                                      | 1:28   |
| 7.            | "People Die at the Fair"                                                                 | 2:11   |
| 8.            | "The Shooting Lesson"                                                                    | 2:16   |
| 9.            | "The Barn Dance"                                                                         | 2:29   |
| 10.           | "If You’ve Only Got a Moustache" (komponeret af Stephen Foster, fremført af Amick Byram) | 1:31   |
| 11.           | "Anna and Albert"                                                                        | 4:19   |
| 12.           | "Clinch Hunts Albert"                                                                    | 3:41   |
| 13.           | "Racing the Train"                                                                       | 2:21   |
| 14.           | "Captured by Cochise"                                                                    | 2:07   |
| 15.           | "Albert Takes a Trip"                                                                    | 2:24   |
| 16.           | "The Showdown"                                                                           | 2:20   |
| 17.           | "Sheep to the Horizon"                                                                   | 2:00   |
| 18.           | "End Title Suite"                                                                        | 2:30   |
| Total længde: | Total længde:                                                                            | 41:20  |

## Udgivelse
Den 16. maj 2014 havde filmen verdenspremiere på Regency Village Theatre i Los Angeles.   Filmen blev senere udgivet landsdækkende den 30. maj 2014.  Filmen blev produceret af Media Rights Capital, Fuzzy Door Productions og Bluegrass Films og distribueret af Universal Pictures.  

### Marketing
Den 27. januar 2014 meddelte MacFarlane, at han skrev en ledsagende roman baseret på filmens manuskript, der blev udgivet den 4. marts 2014.   En lydbogversion blev også tilgængelig, fortalt af Jonathan Frakes.  MacFarlane skrev på bogen i weekenderne under optagelserne til filmen, delvist på grund af kedsomhed. 

### Box office
A Million Ways to Die in the West indbragte $43,1 millioner i Nordamerika og $43,3 millioner i andre territorier, til et samlet beløb på $86,4 millioner, mod budgettet på $40 millioner.
Filmen indbragte $16,8 millioner i sin åbningsweekend og sluttede på tredjepladsen i box office, lige bag med den nye Maleficent og den foregående weekends premiere på X-Men: Days of Future Past. Den levede altså ikke op til forventningerne på $26 millioner.  I sin anden weekend faldt filmen til nummer fem og indbragte yderligere $7,3 millioner.  I sin tredje weekend faldt filmen til nummer otte og indbragte $3,2 millioner.  I sin fjerde weekend faldt filmen til nummer 11 og indbragte $1,6 millioner. 

### Home media
A Million Ways to Die in the West blev udgivet på DVD og Blu-ray den 7. oktober 2014.  Blu-ray-udgivelsen indeholder en uklassificeret version (135 minutter) sammen med den originale biografversion (116 minutter). I USA har filmen indbragt $8.336.420 fra DVD-salg og $ 6.739.162 fra Blu-ray-salg, hvilket i alt udgør $15.075.582. 

## Modtagelse

### Anmeldelser
A Million Ways to Die in the West modtog blandede anmeldelser fra kritikere.   Anmeldelsesaggregationswebstedet Rotten Tomatoes gav filmen en 33% -vurdering baseret på 211 anmeldelser, med en gennemsnitlig score på 4,90/10. Webstedets konsensus siger: "Selvom det giver et par grin og kan prale af en talentfuld rollebesætning, er Seth MacFarlanes langstrakte, formålsløse A Million Ways to Die in the West en skuffende affære."  En anden anmeldelseswebside der samler anmeldelser, Metacritic, gav en score på 44 ud af 100, baseret på anmeldelser fra 43 anmeldere, hvilket angav "blandede eller gennemsnitlige anmeldelser".  Publikum adspurgt af CinemaScore gav filmen en gennemsnitlig karakter på "B" på en A+ til F skala; åbningsweekends demografi var 55% mænd og 72% over 25 år. 
Claudia Puigs anmeldelse i USA Today var stort set positiv og lød: "En western med en nutidig følsomhed og dialog, der lyder markant moderne, A Million Ways to Die in the West er kendetegnende MacFarlane, på én gang fjollet og vittig, ung og klog."  Stephen Holdens anmeldelse i The New York Times var hovedsageligt neutral og kaldte filmen "en live-action-spin-off af Family Guy med andre karakterer."  "Mens det hele føles underligt fejlberegnet for mig, twister A Million Ways to Die in the West formen lige nok, leverer et par grin og holder gæstestjernerne varme," skrev Salon-klummeskribent Andrew O'Hehir.  Rafer Guzman fra Newsday fandt filmen underholdende og kaldte den "endnu et eksempel på MacFarlanes evne til at blande bæ-vittigheder med romantik, grimt sprog med sød stemning, stødende humor med drengeagtig charme." 
Scott Mendelson fra Forbes roste MacFarlanes beslutning om at lave en utraditionel westernkomedie, men opsummerede filmen som "bare lige ambitiøs nok til, at det var virkelig skuffende."  Michael O'Sullivan på The Washington Post var blandet og anså filmen som en "bred, vildt hit-eller-misse-satire", idet han skrev, at han kun fandt enklelte af filmens vittighederne sjove.  "Åndeligt er den tættere på en mellemklasselig crowdpleaser som City Slickers end Blazing Saddles, der er for vild med genrekonvention til at nå den komiske dynamit," skrev Mike McCahill i The Guardian. 
Meget af filmens kritik var rettet mod dens skrivning, spilletid og MacFarlanes debut i live-action-præstation. Michael Phillips fra Chicago Tribune kritiserede MacFarlanes skuespil og instruktion som: "En svigt i håndværket. Han kan ikke styre handling eller endda klare sine egne scener godt. Han kan ikke oprette en visuel vittighed ordentligt uden at ty til hovedstød og knogleknusning, og han ved ikke, hvordan eller hvornår han skal flytte sit kamera. Han er ikke god nok som romantisk hovedrolle til at fange billeder. "  Richard Corliss of Time kaldte filmen en "vildtnæs-komedie, hvis visuelle storhed og tiltalende skuespillere bliver forurenet af nogle forbavsende dovne forfatterskaber."  Scott Foundas of Variety fandt filmen "langstrakt og uinspireret" og kritiserede filmens "dovne forfatterskab" og MacFarlanes "overraskende intetsigende" komiske forestilling. 
Rene Rodriguez fra Miami Herald gav filmen en stjerne og kommenterede: "Der er nok grin spredt over A Million Ways to Die in the West, at mens du ser den, ser filmen ud som en acceptabel komedie. Når du kommer hjem, kan du dog næsten ikke huske vittighederne. "  John DeFore fra The Hollywood Reporter kritiserede filmens spilletid: "Selvom filmen næsten latterfri, ser det ud til, at dens ujævne vittigheder er blevet blæst igennem en meget tilgivende redigeringsproces."  Joe Morgenstern fra The Wall Street Journal fandt også filmens længde "udmattende" og bemærkede, "noget af det sprutter, nøjes med smil i stedet for grin, og meget af det flyder, mens det slappe manuskript søger [...] efter stadig mere almindeligt nævnere i toilethumor. " 

### Udmærkelser
|      | Pris                                               | Kategori                              | Modtager(e)                        | Resultat  |
| ---- | -------------------------------------------------- | ------------------------------------- | ---------------------------------- | --------- |
| 2015 | People's Choice Award                              | Favorite Comedic Movie Actress        | Charlize Theron                    | Nomineret |
| 2015 | International Film Music Critics Association Award | Best Original Score for a Comedy Film | Joel McNeely                       | Nomineret |
| 2015 | Golden Raspberry Awards                            | Worst Actor                           | Seth MacFarlane                    | Nomineret |
| 2015 | Golden Raspberry Awards                            | Worst Actress                         | Charlize Theron                    | Nomineret |
| 2015 | Golden Raspberry Awards                            | Worst Director                        | Seth MacFarlane                    | Nomineret |
| 2015 | Golden Raspberry Awards                            | Worst Screen Combo                    | Seth MacFarlane og Charlize Theron | Nomineret |